# Siège d'Otrar
Invasion mongole de l'Empire khwarezmien
Le siège d'Otrar, une grande ville commerciale située sur le fleuve Syr-Daria, se déroule entre décembre 1219 et février 1220, pendant l'Invasion mongole de l'Empire khwarezmien. L'année précédente Inalchuq, le gouverneur de la ville, saisi les marchandises d'une caravane commerciale mongole, avant d'exécuter les marchands et un ambassadeur mongol qui en faisait partie. Après de nouvelles provocations de la part du Chah Ala ad-Din Muhammad, le souverain de l'empire khwarazmien, Gengis Khan lance une invasion à grande échelle de l'empire.
La ville étant fortifiée et défendue par une importante garnison, les troupes mongoles ont du mal à pénétrer dans la cité. Les progrès sont lents et, en février, le Khan des Mongols est suffisamment confiant pour détacher une partie de son armée des troupes chargées du siège, et en prendre la tête pour se diriger vers le sud, en direction de la Transoxiane. Ses fils Djaghataï et Ögedeï restent en arrière pour poursuivre le siège. Qaracha, le général en chef des troupes de la ville, déserte en février 1220 et la citadelle intérieure tomba peu après. Inalchuq est capturé vivant et exécuté. Certaines sources rapportent qu'il fut exécuté  par les Mongols en lui versant de l'argent en fusion dans les différents orifices de son corps. Mais cette histoire, qui symbolise la cupidité dont il a fait preuve en s'emparant des caravanes, est presque certainement apocryphe.
Ala ad-Din Muhammad s'attendait à ce que les Mongols échouent à s'emparer d'Otrar et la prise de la ville par les troupes du Khan est une mauvaise nouvelle pour lui. La  chute d'Otrar leur ouvre les portes du cœur de l'Empire khwarazmien et, très vite, les Mongols isolent et prennent tour à tour les grandes villes de Boukhara, Samarcande et Ourguentch, la capitale de l'empire.
L'oasis d'Otrar reprend vie par la suite, à la suite d'une modification du cours du Syr-Daria ; mais même une fois la prospérité revenue dans l'oasis, la citadelle khwarazmienne reste à l'abandon.

## Situation avant le conflit
L'oasis d'Otrar, composée de dix villes fortifiées et de cinquante villages plus petits, couvre une superficie de 200 kilomètres carrés près du confluent du Syr-Daria et de son affluent, l'Arys ; les deux cours d'eau fournissant l'eau nécessaire à un vaste réseau de canaux d'irrigation. L'oasis, habitée depuis le deuxième siècle avant J.-C., forme une zone tampon entre les peuples des steppes au nord et les cultivateurs sédentaires au sud. La ville éponyme d'Otrar est puissamment fortifiée, étant située au sommet d'un terrassement de 20 mètres de haut appelé « tobe ». Otrar est également le point de rencontre de plusieurs grandes routes commerciales de la route de la soie, qui partent à l'ouest vers Ourguentch et l'Europe, au sud vers Samarcande et d'autres grandes villes d'Asie centrale, et à l'est vers la Chine via la porte de Dzoungarie.
En l'an 1204, la ville d'Otrar est sous le contrôle d'un dynaste qarakhanide nommé Taj ad-Din Bilge-khan. En tant que vassal du khanat des Kara-Khitans, Taj prend le commandement d'une armée afin d'aller aider le Chah Ala ad-Din Muhammad de de l'Empire khwarezmien à lutter contre les Ghorides,. La situation change avec l'affaiblissement des Kara-Khitans, à la suite d'une série d'événement survenus à leur frontière orientale, a savoir la montée en puissance de Gengis Khan, qui commence à établir son hégémonie sur les tribus mongoles, ce qui provoque une grande instabilité dans la région. Kütchlüg, un prince Naïman vaincu par les Mongols, réussit à usurper le trône des Kara-Khitans en 1211, et Muhammad profite de l'anarchie pour étendre considérablement le territoire de son empire. Entre 1210 et 1212, il prend possession de l'ensemble de la Transoxiane et des territoires situé au nord de cette région, jusqu'à Otrar, et remplace les gouverneurs en place par des hommes qui lui sont fidéles. Taj ad-Din est exilé à Nesa où il est tué.
En 1218, l'empire khwarezmien contrôle la majeure partie de l'Asie centrale et de la Perse, ce qui vaut à Muhammad le surnom flatteur de «second Alexandre». Cependant, l'emprise réelle du khwarezm sur la région est fragile, car il s'agit d'un empire est vaste et récent, avec une administration encore en développement. En outre, Terken Khatoun, la mère du Chah, exerce encore un pouvoir considérable dans le royaume; au point que l'historien Peter Golden a qualifié la relation entre Muhammad et sa mère de « diarchie malaisée ». Ce rapport de force permanent joue souvent en défaveur du Chah. Dans son "Histoire de l'État khorezmien", l'historien Ziya Bunyadov relève que les décrets de Muhammad sont fréquemment invalidés par Terken Khatoun, tandis qu'elle s'approprie de facto Ourguentch, la capitale de l'empire, pour en faire son propre domaine, forçant le Chah à déplacer sa cour à Samarcande. Khatoun, qui est à l'origine une princesse Kipchak, vas même jusqu'à influencer le choix du successeur de Muhammad, en discréditant les prétentions au trône de son fils ainé, Jalal al-Din, en faveur du demi-frère de ce dernier, Uzlagh, qui est à moitié Kipchak. Elle place également de nombreux membres de sa famille à des postes élevés au sein de l'administration khwarazmienne.

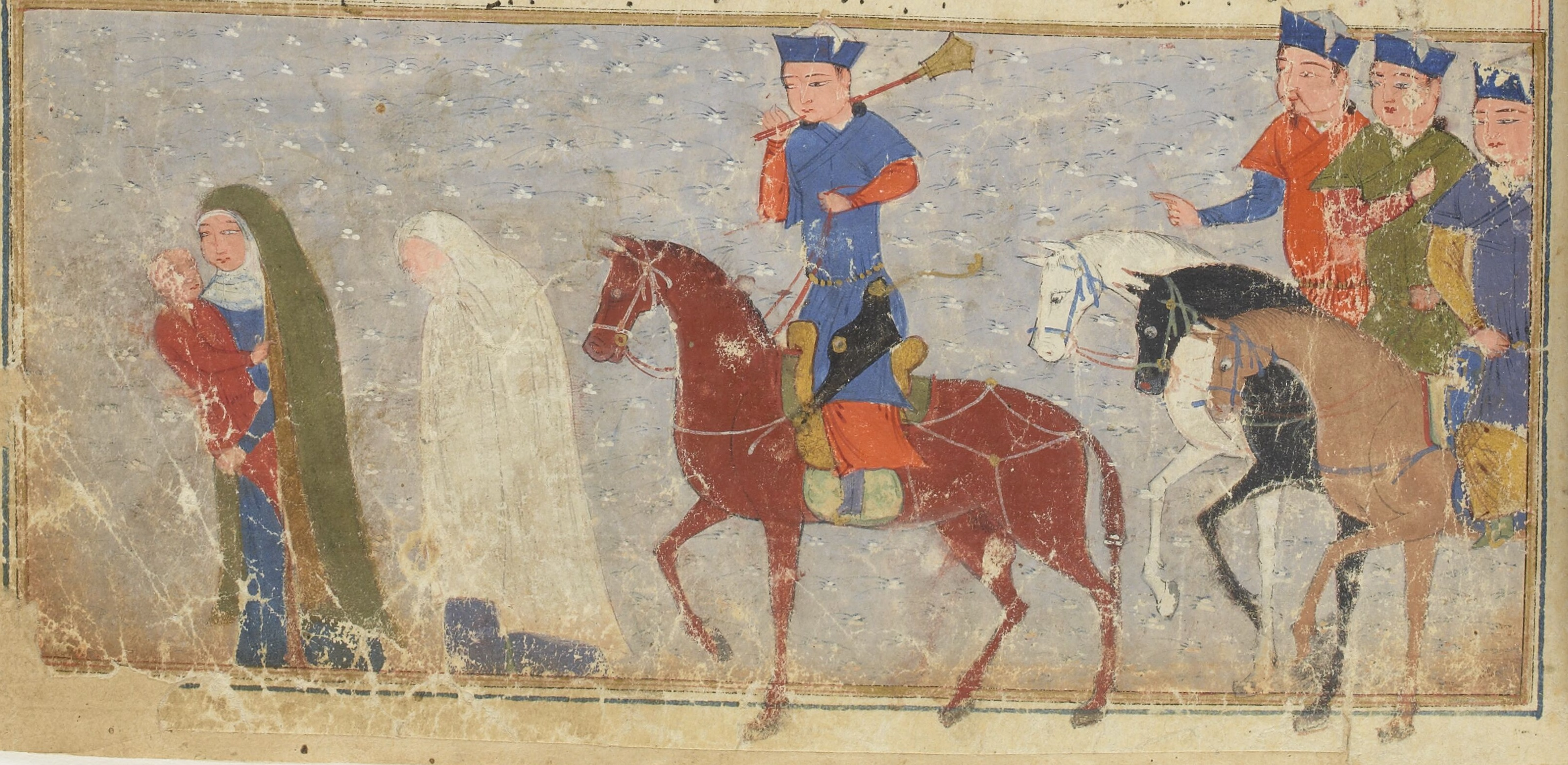
Représentation de Terken Khatoun (à gauche) après sa capture par les Mongols.

Ces parents promus par la mère de Chah sont détestés par une grande partie de la population de l'empire. En plus de ne pas s’être convertis à l'islam, les auxiliaires kipchaks de l'armée de Muhammad sont brutaux, avares et souvent déloyaux. Il n'est donc pas surprenant que les principaux récits de l'Invasion mongole de l'Empire khwarezmien, tous écrits par des auteurs musulmans, mettent en avant la responsabilité des Kipchaks dans la catastrophe. Ils mentionnent même spécifiquement l'un des neveux de Terken Khatçoun, un homme nommé Inalchuq, parfois appelé Gayir Khan ou Inal Khan dans les textes, qui est nommé gouverneur d'Otrar, maintenant située à la frontière nord-est du Kwarezem, après la conquête de cette dernière,.

## Origines
C'est en tant que centre de commerce situé sur la route de la soie, que la ville d'Otrar vois arriver une caravane mongole composée de 450 marchands au cours de l'hiver 1218-19. Ces marchands, qui apportent avec eux une grande quantité de produits de luxe tels que de l'or, de l'argent, des fourrures de zibeline et de la soie, sont des membres de l'entourage direct des noyans (proches compagnons) de Gengis Khan,. Inalchuq les accuse d'espionnage et les fait exécuter, avant de s'approprier leurs marchandises. L'implication du Chah Ala ad-Din Muhammad dans cette affaire et la validité de cette accusation font l'objet de débats. Si certains chroniqueurs, comme al-Nasawi, attribuent la responsabilité à la seule cupidité d'Inalchuq, la plupart des autres affirment que Muhammad a autorisé ou explicitement ordonné le massacre. Selon Paul Ratchnevsky, Inalchuq a dû avoir au moins « l'accord tacite » de Muhammad pour mener à bien une action avec des conséquences diplomatique aussi importantes. Il est probable que l'accusation d'espionnage est quelque peu fondée : les Khwarazmians comme les Mongols sont connus pour utiliser comme espions des marchands et des diplomates qui, dans le cadre de leurs missions, récoltent des informations stratégiques précieuses et diffusent une propagande favorable a leurs intérêts,.
L'exécution des marchands à Otrar sert de casus belli pour deux raisons. Tout d'abord, les envoyés, quels qu'ils soient, sont considérés comme intouchables par la loi mongole, et tout affront qui leur est fait exige réparation ou vengeance. L'humiliation par Muhammad des diplomates mongols envoyés par la suite pour régler la situation n'a pas arrangé les choses,. Deuxièmement, le massacre a servi de point de départ à une guerre économique. Les nomades des steppes ont toujours été très attachés au caractère sacré et à la sécurité des routes commerciales : comme les Khwarazmiens contrôlaient toutes les routes au-delà d'Otrar, les Mongols sont désormais complètement coupés de leurs partenaires commerciaux au Proche-Orient,. En outre, l'usurpation du trône des Kara-Khitans par Kütchlüg et ses conséquences ont créé des tensions religieuses et territoriales au Turkestan,.
L'approche diplomatique s'étant soldée par un échec et une nouvelle humiliation, Gengis Khan se prépare à entrer en guerre contre l'Empire khwarezmien. Il laisse son général Muqali en Chine du Nord avec le rang de vice-roi et lui confie la mission de poursuivre la guerre contre la dynastie Jin, et rassemble le gros de ses troupes dans les montagnes de l'Altaï,. Alors que les historiens du début du XXe siècle, comme Vassili Barthold, estiment les effectifs de la force d'invasion mongole entre 150 000 et 200 000 hommes, des chercheurs plus récents donnent un estimation comprise entre 50 000 et 75 000 hommes,. Selon les sources d'époque, l'armée du Chah Muhammad compterais plus de 400 000 soldats, et la ville d'Otrar serait défendue par une garnison comptant entre 15 000 et 50 000 hommes, mais ces chiffres sont probablement 10 fois supérieurs aux effectifs réels. Une partie des troupes de la ville est commandée par Qaracha, un général envoyé par le Chah pour aider Inalchuq.

## Déroulement du siège
Pour contrer l'attaque mongole qui est imminente, Le monarque musulman lève une armée pour défendre la frontière nord, qu'il réparti dans plusieurs forteresses. Mais beaucoup d'entre elles ne sont que de simples tours, érigées pour protéger la région contre des raids de bandits, et sont donc inutile contre une armée.
Les forces mongoles atteignent les rives du Syr-Daria à l'automne 1219, après avoir traversé plusieurs rivières et reçu des renforts de la part d'alliés. Les deuxième et troisième fils de Gengis, Djaghataï et Ögedeï, sont envoyés assiéger la ville, tandis que le Khan lui-même reste de l'autre côté du fleuve pour tendre un piège au Chah : si ce dernier arrive à la tête d'une armée de renfort pour tenter de lever le siège, Gengis traversera le fleuve et anéantira l'armée khwarazmienne dans une bataille rangée. Mais le Chah Muhammad ne mord pas à l'hameçon, et le Khan mongol dois changer de plan. Comme le siège d'Otrar s'enlise, il divise ses forces en quatre groupes: 
- Son fils aîné, Djötchi, part en direction du nord pour prendre les villes situées le long du Syr-Daria, jusqu'à Jend, située sur les rives de la mer d'Aral.
- Ses principaux généraux, Subötaï et Djebé, sont envoyés vers le sud, dans la Vallée de Ferghana et avancent jusqu'à Benakit avec une petite troupe.
- Gengis, accompagné par son plus jeune fils Tolui et aidé par des guides locaux, disparait dans le désert du Kyzyl Kum pour lancer une attaque surprise sur Boukhara, là ou se trouve le Chah, empêchant ainsi ce dernier de participer à la défense des différentes zones attaquées[38].
- Enfin, Djaghataï et Ögedeï continuent d'assiéger Otrar,

Si le gouverneur d'Otrar, connaissant son sort s'il tombe aux mains des Mongols, refuse de se rendre, il n'en est pas de même pour Qaracha, qui offre aux Mongols sa capitulation, ainsi que celle des cavaliers qui l'ont accompagné pour renforcer la garnison. Les Mongols refusent sa reddition et l'exécutent, en l'accusant d’être déloyal envers son seigneur et donc indigne de confiance. En avril 1219, la ville tombe et est mise à sac, mais le gouverneur parvient à se replier dans la citadelle avec les derniers défenseurs de la ville et il résiste encore deux mois. Finalement, la citadelle est prise d'assaut et, bien qu'il se soit battu férocement, Inaldjuk est capturé vivant.

## Conséquences
Après la chute de la forteresse, le khan fait exécuter Inaldjuk, selon la tradition en lui versant de l'argent fondu dans les yeux et les oreilles. Les habitants survivants sont dispersés et la forteresse est détruite. la ville de Jend tombe peu après, abandonnée par son gouverneur, Timur Melik. La ville de Benakit se rend trois jours après le début du siège en échange de la clémence des Mongols : la population de la cité est dispersée et non massacrée, à l'exception des prisonniers turcs qui, jugés peu fiables, sont exécutés.
Les troupes Mongoles se dirigent ensuite vers Judzhant, une ville située au milieu de la vallée du Syr-Daria , où Timur Melik se retranche avec 1 000 soldats d'élite. Les Mongols sont commandés par Djötchi, qui poursuit Melik depuis Jend. Il a sous ses ordres 20 000 soldats mongols et 50 000 conscrits locaux chargés de porter les machines de siège et d'effectuer les travaux d'ingénierie les plus dangereux. Ce sont eux qui, par exemple, sont chargés de construire une route pour atteindre la citadelle, tout en subissant les attaques nocturnes permanentes des défenseurs,. Finalement, la ville tombe lorsque les Mongols organisent un assaut amphibie, mais Timur Melik parvient à s'enfuir et se met au service du prince Jalal ad-Din, qu'il va accompagner durant les années suivantes. Un détachement de 5 000 Mongols remonte le cour du Syr-Daria sous le commandement du général Alaq pour s'emparer de Banakat.
Après la prise de Judzhant, Djötchi, avec 25 000 à 30 000 hommes sous ses ordres, pille les régions méridionales de la Khorasmie, distrayant ainsi les forces du Chah. Avec l'aide de  Djebé, il vainc une armée de 50 000 à 200 0000 soldats envoyés par le Chah pour les arrêter à Jand dans la Vallée de Ferghana. Cette défaite détruit les réserves militaires d'Ala ad-Din Muhammad et laisse Samarcande vulnérable face à une attaque mongole.